# Mike Smith (ishockeymålvakt)
Mike Smith, född 22 mars 1982 i Kingston, Ontario, är en kanadensisk professionell ishockeymålvakt som spelar för Edmonton Oilers i NHL.
Han har tidigare spelat på NHL-nivå för Calgary Flames, Arizona Coyotes, Dallas Stars och Tampa Bay Lightning och på lägre nivåer för Utah Grizzlies, Houston Aeros, Iowa Stars och Norfolk Admirals i AHL, Lexington Men O' War i ECHL och Kingston Frontenacs och Sudbury Wolves i OHL.

## Klubblagskarriär

### NHL

#### Dallas Stars
Smith valdes som 161:e spelare totalt av Dallas Stars i NHL-draften 2001.

#### Tampa Bay Lightning
Den 26 februari 2008 tradades han till Tampa Bay Lightning tillsammans Jeff Halpern, Jussi Jokinen och ett draftval 2009, i utbyte mot Brad Richards och Johan Holmqvist.

#### Arizona Coyotes
Den 1 juli 2011 skrev han som free agent på ett tvåårskontrakt värt 4 miljoner dollar med Arizona Coyotes.
Han gjorde ett mål under en match mot Detroit Red Wings under säsongen 2013/2014.

#### Calgary Flames
17 juni 2017 tradades han till Calgary Flames i utbyte mot Chad Johnson, Brandon Hickey och ett villkorligt draftval i tredje rundan i draften 2017.

#### Edmonton Oilers
Han skrev som free agent på ett ettårskontrakt värt 3,75 miljoner dollar med Edmonton Oilers, den 1 juli 2019.